# Aloe corallina
Aloe corallina é uma espécie de liliopsida do gênero Aloe, pertencente à família Asphodelaceae.